# Ashley Moyer-Gleich
Ashley Moyer-Gleich, est une arbitre américaine de basket-ball née le 5 août 1987 à Lebanon en Pennsylvanie.
Elle officie en National Basketball Association (NBA) depuis la saison 2018-2019. 

## Biographie

### Jeunesse et études
Ashley Moyer-Gleich naît le 5 août 1987 à Lebanon en Pennsylvanie, aux États-Unis,. Elle étudie au lycée Cedar Crest ou elle joue dans l'équipe de basket-ball, encouragée par son père, qui a côtoyé Sam Bowie, futur joueur de la NBA lorsqu'il était lui-même lycéen. Elle est la seconde joueuse la plus prolifique à trois points de l'histoire du lycée.
Elle poursuit son cursus à l'université de Millersville. Elle est sélectionnée dans l'équipe universitaire, avec qui elle atteint le Sweet Sixteen, les seizièmes de finale de la deuxième division du championnat de la National Collegiate Athletic Association (NCAA) en 2010. Elle obtient une licence en biologie et devient assistante de l'équipe féminine tout en préparant son master en gestion du sport. Elle devient professeure adjointe à l'université Messie, dans le village de Grantham, où elle dispense des cours de sport et de bien-être. 

### Débuts dans l'arbitrage
En 2012, Mary Fleig, l'entraîneuse principale de Millersville suggère à Ashley Moyer-Gleich de suivre un programme de formation pour les officiels, afin de mieux apprendre le jeu. C'est la révélation. « J'ai réappris le jeu d'une manière complètement différente. J'avais joué et entraîné, mais là, je réapprenais le jeu du point de vue des règles. En passant du statut de joueur à celui d'arbitre, vous pensez connaître les règles, mais ce n'est pas le cas. Cela m'a consumé. » Elle passe l'examen et devient arbitre féminine en Mid-Penn Conference de la Pennsylvania Interscholastic Athletic Association (PIAA), la ligue des lycéens. Elle rencontre Johnee Gleich, un jeune arbitre qui l'accompagne durant sa formation, avec qui elle se marie.
Ashley Moyer-Gleich commence son ascension fulgurante, gravissant les échelons chaque année. 
Ashley Moyer-Gleich est repérée en février 2016 par Al Battista and J.B. Caldwell, responsable des opérations pour l'arbitrage de la NBA, alors qu'elle arbitre un match de basketball féminin de Division III au Lancaster Bible College. 
Elle commence à arbitrer en NBA G League, la ligue de développement de la NBA lors de la saison 2016-2017. Elle a pour mentor Ray Acosta et est supervisée par George Toliver. Elle est sélectionnée pour officier lors des Playoffs 2018, les séries éliminatoires.
Elle arbitre également en WNBA.

### Carrière en NBA
Le 15 novembre 2018, la NBA annonce sa promotion en tant que membre titulaire de l'équipe d'arbitrage de la ligue,,. sélectionnée en même temps que Natalie Sago, elle rejoint Lauren Holtkamp-Sterling dans la ligue américaine qui n'a compté que deux autres femmes arbitres : Violet Palmer et Dee Kantner, recrutées en 1997,,. 
Elle officie pour la première fois le 22 octobre 2018 lors de la rencontre opposant les Pacers de l'Indiana aux Timberwolves du Minnesota à Minneapolis.
Ashley Moyer-Gleich est retenue pour les playoffs NBA 2024. Ce n'est pas arrivée depuis Violet Palmer en 2012. Elle arbitre deux rencontres du premier tour, le 20 avril à Minneapolis entre les Timberwolves de Minnesota et les Suns de Phoenix, et le 25 avril à Orlando entre le Magic et les Cavaliers de Cleveland.
Elle porte le numéro 13.

## Lire aussi